# 돈 노벨로

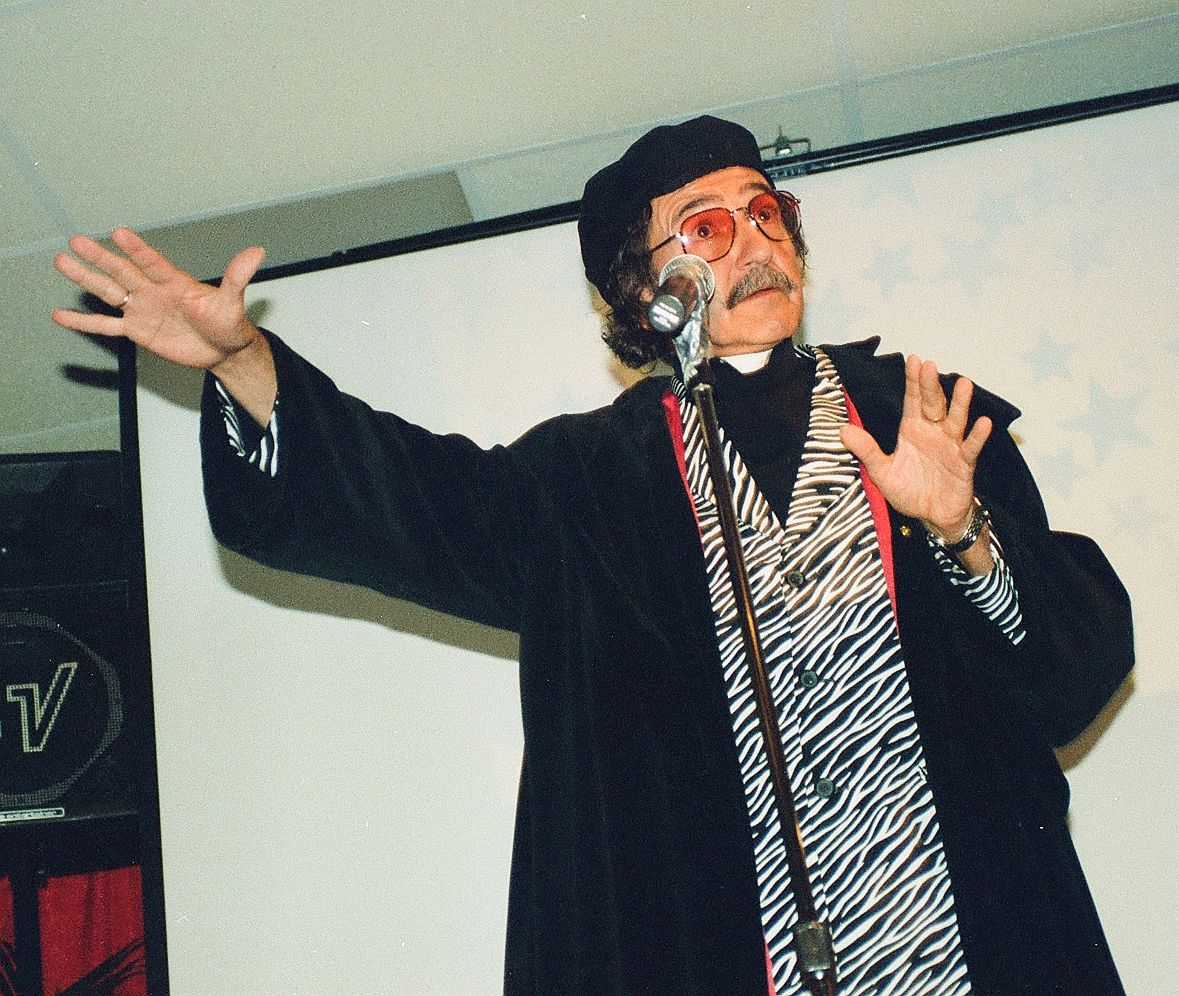

돈 노벨로(Don Novello, 1943년 1월 1일 ~ )는 미국의 배우, 각본가, 작가, 감독, 영화배우, 텔레비전 배우, 영화 프로듀서이다.
애슈터뷸라에서 태어났다.

## 영화
- 팔로 알토 (2013년) - Mr. 윌슨 역
- 트윅스트 (2011년) - 멜빈 역
- 더 랠리 투 리스토어 새너티 앤드/오어 피어 (2010년)
- 팩토리 걸 (2006년) - 모트 실버스 역
- 지미 키멜 라이브! (2003년) - 게스트 역
- 렌트 컨트롤 (2002년)
- 아틀란티스 - 잃어버린 제국 (2001년) - 빈센쪼 '비니' 산토리니 목소리 역
- 저스트 티켓 (1999년)
- 터치 (1997년)
- 잭 (1996년) - 바텐더 역
- 블라인드 키스 (1995년)
- 꼬마 유령 캐스퍼 (1995년) - 신부 역
- 대부 3 (1990년)
- 뉴욕 스토리 (1989년)
- 터커 (1988년)
- 성공 전선 이상 없다 (1986년)
- SCTV 네트워크 90 (1981년)
- 길다 리브 (1980년)
- 새터데이 나잇 라이브 (1975년)